# 당신은 생각보다 가까이에 있다
《당신은 생각보다 가까이에 있다》는 2017년 9월 17일에 방영한 《KBS 드라마 스페셜 2017》 시리즈 중 세 번째 작품이다.

## 줄거리
네 남녀의 엇갈린 사랑이야기. 과연 사랑은 진심이 중요할까? 아니면 진실이 중요한 것일까?
우진은 동네에서 서점을 운영하며 팟캐스트 ‘야간책방’을 진행하는 DJ이다. 결혼식 날 신부 서연은 대기실에 웨딩드레스만 남겨놓고 혼자 모로코로 신혼여행을 떠나버렸다. 우진은 서연이 떠난 이유를 알고 싶어 찾아다니지만, 가는 곳마다 서연과의 추억이 서린 곳이라 괴롭기만 하다. 그때 자신의 주변을 맴도는 서연을 닮은 여자를 발견하고 미심쩍어 하던 중, 팟캐스트 게시판에 어느 남자와 다정하게 찍힌 서연의 사진이 올라온다.

## 등장 인물

### 주요 인물
- 이상엽 : 최우진 역

중고서점 ‘야간책방’ 운영. 사랑을 위해 모든 것을 바칠 수 있는 순애보적인 인물. 많은 사람들과 책에 대해 소통하고 싶어 시작한 팟캐스트가 인기를 얻게 된다. 그러다가 신기할 정도로 얘기가 잘 통하는 서연을 만나 단번에 사랑에 빠져 결혼까지 진행된다.
- 김소은 : 이서연 역

누구나 반할 만한 외모 덕분에 SNS에 쏟아지는 댓글과 반응을 은근히 즐기도 있다. 하지만 사람들이 겉모습만 보고 관심을 보이는 것에 대해 씁쓸해 한다. 우진을 팟캐스트를 통해 알게 되어 서로 사랑하며 결혼까지 진행된다. 하지만 결혼식 당일 대기실에서 사라진다.
- 임화영 : 이서연 역

어릴 때부터 혼자서 책 읽기를 좋아하며 조용하고 내성적인 성격이다. 지금은 책 만드는 일 중에 교정 교열을 하고 있는데, 이것 때문인지 약간의 강박증도 가지고 있다. 실의에 빠진 우진을 우연히 만나 친분을 쌓아간다.
- 곽희성 : 하도영 역

사진작가. 두 명의 서연과 연결고리를 갖고 있는 듯한 비밀스러운 인물. 때로 건방져 보일 정도로 자신감이 넘치는 성격을 갖고 있다. 사라진 서연을 찾는 우진과 엮이면서 사건의 중심으로 말려든다.

### 그 외 인물
- 동하 : 정순택 역 - 우진의 친구, 팟캐스트 야간책방 PD
- 김영희
- 방지영

### 특별출연
- 김원해
- 남궁민
- 옥택연

## 시청률
- 전국 시청률 : 2.5%[1]